# Nevado el Cisne
Pour les articles homonymes, voir Cisne (homonymie).
Le Nevado el Cisne, également appelé Paramillo del Cisne, est un stratovolcan inactif situé dans la cordillère Centrale des Andes colombiennes, au sein du parc national naturel de Los Nevados. Il culmine à 4 636 mètres d'altitude.

## Géographie
Le Nevado el Cisne présente un dôme basaltique et andésitique issu de son activité volcanique passée. Il forme un petit complexe volcanique avec le Morro Negro. Il n'existe actuellement aucun registre sur une activité volcanique récente, le volcan se trouvant dans un état stable. En raison du réchauffement global depuis les années 1960, les neiges éternelles qui couvraient son sommet ont disparu, et il est à présent considéré comme un nevado verdi, raison pour laquelle il a reçu le nom de Paramillo, à l'instar de nevados déjà disparus comme ceux de Quindío et de Santa Rosa, qui ne possèdent plus de couverture neigeuse permanente, ni même saisonnière.

## Activité volcanique
Bien que considéré inactif, ces dernières années il a présenté une activité sismique. Par exemple un séisme a eu lieu à l'intérieur (à une profondeur située entre 4 et 5 km) le 30 juillet 2017,.